# Bruinkopbreedbektiran
De bruinkopbreedbektiran (Platyrinchus saturatus) is een zangvogel uit de familie Tyrannidae (tirannen).

## Verspreiding en leefgebied
Deze soort komt voor in het Amazonegebied en telt twee ondersoorten:
- P. s. saturatus: noordelijk Amazonegebied.
- P. s. pallidiventris: centraal Brazilië.

## Status
De grootte van de populatie is niet gekwantificeerd maar de soort wordt omschreven als schaars. Op de Rode lijst van de IUCN heeft deze soort de status niet bedreigd.